# Alagona

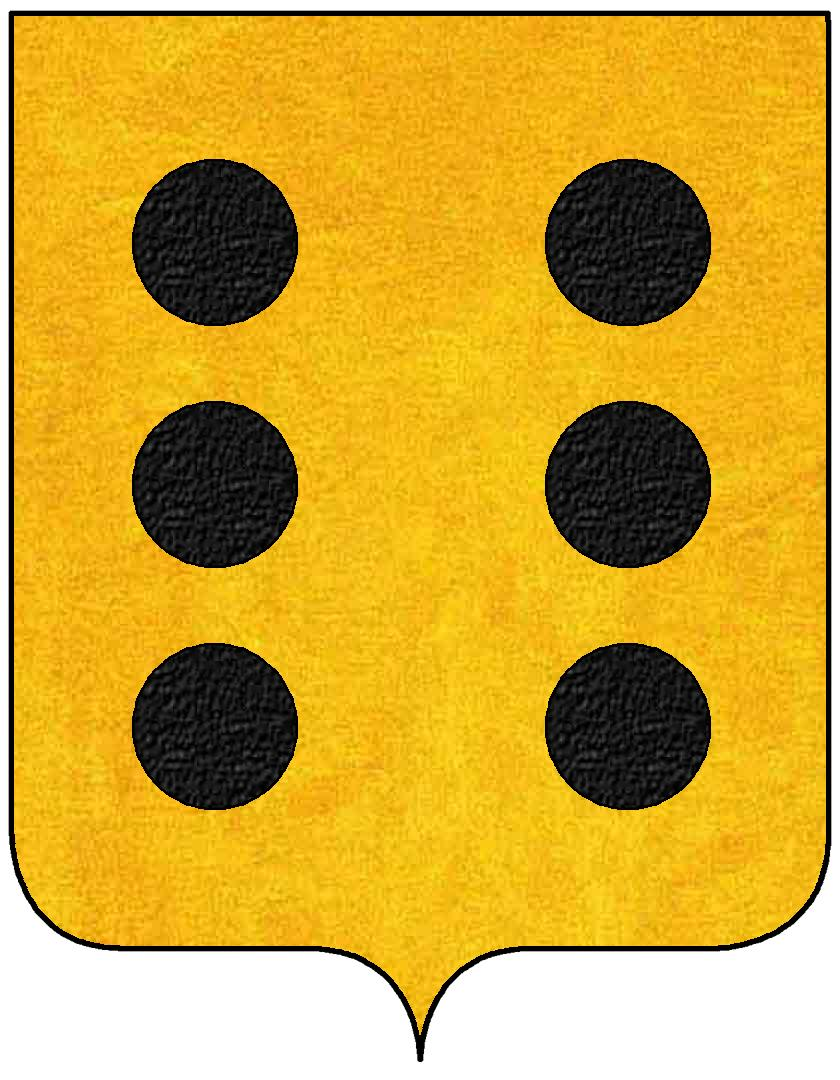
Wapenschild van het Huis Alagona

Alagona was een adellijke familie in het middeleeuws koninkrijk Sicilië; zij speelde een politieke rol in het bestuur tijdens de 14e eeuw.

## Historiek
In oorsprong ging het om Catalaanse adel: de adellijke familie Alagón in het koninkrijk Aragon vond haar origine waarschijnlijk in de 11e-12e eeuw. Hun familienaam is deze van de plaats Alagón in Aragón. 
In 1304 verhuisde een telg van Aragon naar Sicilië. Het ging om Blasco II ook genoemd Blasco de Jongere ( -1355). Alagona werd de Italiaanse naam voor Alagón. Blasco II verkreeg van koning Jacobus II van Aragon de baronie Naso op Sicilië en werd later graaf van Mistretta en kapitein-generaal van Sicilië. De familie Alagona bekleedde meerdere ambten in het Aragonees bestuur van Sicilië en verwierf nog meer adellijke titels en domeinen.
De belangrijkste persoon uit het geslacht Alagona was Artale I Alagona (1320-1389), graaf van Mistretta en generaal. Zijn machtsbasis was Oost-Sicilië en Catania. Hij was tutor van prinses Maria van Aragon, de latere koningin Maria van Sicilië. Tijdens haar minderjarigheid was Artale I een van de vier regenten die Sicilië bestuurden.
Zijn neef Artale II Alagona viel in ongenade toen het koningspaar Maria en Martinus I Sicilië militair binnen viel om hun troon op te eisen en de lokale edelen de mond te snoeren (1392). Artale II bood stevig weerstand vanuit zijn kastelen in Catania. Zijn medestander Andrea Chiaromonte, graaf van Modica, werd onthoofd en zijn bezittingen verbeurd verklaard (1392). In 1394 gaf Artale II de strijd op en emigreerde naar het hertogdom Milaan; hij zocht er bescherming van Gian Galeazzo Visconti. Sinds deze vlucht verloor de familie Alagona al haar macht in het koninkrijk Sicilië.
Vier eeuwen later werd een afstammeling bisschop van Syracuse: Giovan Battista Alagona. Hij was bisschop van 1773 tot zijn overlijden.